# 1968 год
1968 (ты́сяча девятьсо́т шестьдеся́т восьмо́й) год  по григорианскому календарю — високосный год, начинающийся в понедельник. Это 1968 год нашей эры, 8‑й год 7‑го десятилетия XX века 2‑го тысячелетия, 9‑й год 1960‑х годов. Он закончился 57 лет назад.
| Пн | Вт | Ср | Чт | Пт | Сб | Вс |
| 1  | 2  | 3  | 4  | 5  | 6  | 7  |
| 8  | 9  | 10 | 11 | 12 | 13 | 14 |
| 15 | 16 | 17 | 18 | 19 | 20 | 21 |
| 22 | 23 | 24 | 25 | 26 | 27 | 28 |
| 29 | 30 | 31 |    |    |    |    |

| Пн | Вт | Ср | Чт | Пт | Сб | Вс |
|    |    |    | 1  | 2  | 3  | 4  |
| 5  | 6  | 7  | 8  | 9  | 10 | 11 |
| 12 | 13 | 14 | 15 | 16 | 17 | 18 |
| 19 | 20 | 21 | 22 | 23 | 24 | 25 |
| 26 | 27 | 28 | 29 |    |    |    |

| Пн | Вт | Ср | Чт | Пт | Сб | Вс |
|    |    |    |    | 1  | 2  | 3  |
| 4  | 5  | 6  | 7  | 8  | 9  | 10 |
| 11 | 12 | 13 | 14 | 15 | 16 | 17 |
| 18 | 19 | 20 | 21 | 22 | 23 | 24 |
| 25 | 26 | 27 | 28 | 29 | 30 | 31 |

| Пн | Вт | Ср | Чт | Пт | Сб | Вс |
| 1  | 2  | 3  | 4  | 5  | 6  | 7  |
| 8  | 9  | 10 | 11 | 12 | 13 | 14 |
| 15 | 16 | 17 | 18 | 19 | 20 | 21 |
| 22 | 23 | 24 | 25 | 26 | 27 | 28 |
| 29 | 30 |    |    |    |    |    |

| Пн | Вт | Ср | Чт | Пт | Сб | Вс |
|    |    | 1  | 2  | 3  | 4  | 5  |
| 6  | 7  | 8  | 9  | 10 | 11 | 12 |
| 13 | 14 | 15 | 16 | 17 | 18 | 19 |
| 20 | 21 | 22 | 23 | 24 | 25 | 26 |
| 27 | 28 | 29 | 30 | 31 |    |    |

| Пн | Вт | Ср | Чт | Пт | Сб | Вс |
|    |    |    |    |    | 1  | 2  |
| 3  | 4  | 5  | 6  | 7  | 8  | 9  |
| 10 | 11 | 12 | 13 | 14 | 15 | 16 |
| 17 | 18 | 19 | 20 | 21 | 22 | 23 |
| 24 | 25 | 26 | 27 | 28 | 29 | 30 |

| Пн | Вт | Ср | Чт | Пт | Сб | Вс |
| 1  | 2  | 3  | 4  | 5  | 6  | 7  |
| 8  | 9  | 10 | 11 | 12 | 13 | 14 |
| 15 | 16 | 17 | 18 | 19 | 20 | 21 |
| 22 | 23 | 24 | 25 | 26 | 27 | 28 |
| 29 | 30 | 31 |    |    |    |    |

| Пн | Вт | Ср | Чт | Пт | Сб | Вс |
|    |    |    | 1  | 2  | 3  | 4  |
| 5  | 6  | 7  | 8  | 9  | 10 | 11 |
| 12 | 13 | 14 | 15 | 16 | 17 | 18 |
| 19 | 20 | 21 | 22 | 23 | 24 | 25 |
| 26 | 27 | 28 | 29 | 30 | 31 |    |

| Пн | Вт | Ср | Чт | Пт | Сб | Вс |
|    |    |    |    |    |    | 1  |
| 2  | 3  | 4  | 5  | 6  | 7  | 8  |
| 9  | 10 | 11 | 12 | 13 | 14 | 15 |
| 16 | 17 | 18 | 19 | 20 | 21 | 22 |
| 23 | 24 | 25 | 26 | 27 | 28 | 29 |
| 30 |    |    |    |    |    |    |

| Пн | Вт | Ср | Чт | Пт | Сб | Вс |
|    | 1  | 2  | 3  | 4  | 5  | 6  |
| 7  | 8  | 9  | 10 | 11 | 12 | 13 |
| 14 | 15 | 16 | 17 | 18 | 19 | 20 |
| 21 | 22 | 23 | 24 | 25 | 26 | 27 |
| 28 | 29 | 30 | 31 |    |    |    |

| Пн | Вт | Ср | Чт | Пт | Сб | Вс |
|    |    |    |    | 1  | 2  | 3  |
| 4  | 5  | 6  | 7  | 8  | 9  | 10 |
| 11 | 12 | 13 | 14 | 15 | 16 | 17 |
| 18 | 19 | 20 | 21 | 22 | 23 | 24 |
| 25 | 26 | 27 | 28 | 29 | 30 |    |

| Пн | Вт | Ср | Чт | Пт | Сб | Вс |
|    |    |    |    |    |    | 1  |
| 2  | 3  | 4  | 5  | 6  | 7  | 8  |
| 9  | 10 | 11 | 12 | 13 | 14 | 15 |
| 16 | 17 | 18 | 19 | 20 | 21 | 22 |
| 23 | 24 | 25 | 26 | 27 | 28 | 29 |
| 30 | 31 |    |    |    |    |    |

Объявлялся ООН как Международный год прав человека.

## Праздники
- 50-летие комсомола. Юбиляр награждён Орденом Октябрьской Революции.

## События
- Чемпионат Европы по футболу 1968.
- XIX Летние Олимпийские игры в Мехико.
- Студенческая революция в Париже.
- «Пражская весна».
- IX Всемирный фестиваль молодёжи и студентов в Софии.

### Январь
- 1 января — впервые вышла на 1-м канале программа «Время»[2].
- 4 января — Столкновение двух Ан-2 над Вологдой.
- 5 января — избрание Александра Дубчека первым секретарём ЦК Коммунистической партии Чехословакии.
- 6 января — Катастрофа Ан-24 под Олёкминском — крупнейшая в Якутии (45 погибших).
- 21 января — ВВС США потеряли в Гренландии атомную бомбу[3][4][5].
- 22 января — экспериментальный беспилотный запуск корабля «Аполлон-5» (США). Приземление 23 января.
- 23 января — войсками Северной Кореи захвачено американское шпионское судно USS Pueblo.
- 25 января — в Средиземном море затонула израильская субмарина Дакар. Погибло 69 человек.
- 28 января — в Средиземном море затонула французская субмарина Минерва. Погибло 52 человека.
- 30 января — Вьетконг начал массированное наступление на территорию Республики Вьетнам.
- 31 января — провозглашена независимость Республики Науру, крошечного государства на одноимённом коралловом острове в южной части Тихого океана[6].

### Февраль
- 1 февраля — завершена эвакуация французской военно-морской базы Мерс-эль-Кебир на территории Алжира[7].
- 2 февраля — в Банги заключён политико-экономический Союз государств Центральной Африки в составе Демократической Республики Конго, Чада и Центральноафриканской Республики[8].
- 2 февраля — В городе Оринджберге (Южная Каролина, США) полиция устроила резню[англ.] чернокожих студентов[9].
- 12 февраля — Катастрофа Ан-2 под Усть-Каменогорском.
- 22 февраля — Крейсер «Аврора» награждён Орденом Октябрьской Революции[10].
- 25 февраля — президентом Кипра переизбран архиепископ Макариос III[11].
- 29 февраля — Катастрофа Ил-18 под Братском.

### Март
- 5 марта — Катастрофа Boeing 707 в Гваделупе.
- 6 марта — в посёлке Табка в Сирии заложен первый камень высотной Евфратской плотины, возводимой с помощью Советского Союза[12].
- 7 марта:
  - Гибьель советской подводной лодки К-129 ; погиб весь экипаж.
  - Катастрофа Ту-124 в Волгограде.
- 9 марта — в авиакатастрофе на острове Реюньон погибли начальник генерального штаба армии Франции армейский генерал Шарль Айере, его жена и дочь[13].
- 12 марта — получила независимость британская колония остров Маврикий в Индийском океане. Первым премьер-министром страны стал лидер Лейбористской партии Сивусагар Рамгулам[14].
- 13 марта — первый Ротаракт клуб получил хартию.
- 16 марта — Война во Вьетнаме: Массовое убийство в Сонгми[15].
- 27 марта — гибель Ю. А. Гагарина.
- 30 марта — президент Египта Гамаль Абдель Насер провозгласил «Программу 30 марта», направленную на радикализацию преобразований в стране[16].
- 31 марта:
  - Детройтская конференция «чёрного правительства» провозгласила цель создания республики Новая Африка на территории южных штатов США.
  - Министр обороны СССР Маршал Советского Союза А. А. Гречко посетил передний край обороны египетской армии на участке Суэц — Исмаилия[17].

### Апрель
- Апрель — Май: массовые антивоенные походы и демонстрации в США с участием ветеранов войны во Вьетнаме.
- 4 апреля:
  - В городе Мемфис (США) убит лидер Движения за гражданские права чернокожих в США Мартин Лютер Кинг.
  - Полёт «Аполлон-6», второй и последний экспериментальный беспилотный запуск ракеты «Сатурн-5» в рамках программы «Аполлон» (США).
- 6 апреля — на референдуме утверждена новая конституция ГДР[18].
- 10 апреля — Якобус Йоханнес Фуше вступил на пост президента Южноафриканской Республики сроком на 7 лет[19].
- 20 апреля — Катастрофа Boeing 707 под Виндхуком — крупнейшая на территории Намибии (123 погибших).
- 22 апреля — Официально вступил в силу Договор о запрещении ядерного оружия в Латинской Америке и Карибском бассейне (Договор Тлателолько).
- 23 апреля — Маврикий вступил в ООН.
- 25 апреля — в столице Алжира на улице доктора Саадана неизвестный обстрелял из автомата автомобиль, в котором находились президент Алжира Хуари Бумедьен и министр Рабах Битат. Никто из руководителей страны не пострадал, стрелявший убит охраной[20].
- 30 апреля — в СССР был подготовлен диссидентами первый выпуск самиздатской «Хроники текущих событий».

### Май
- 3 мая — Катастрофа L-188 в Досоне.
- 10 мая:
  - Начало переговоров между США и ДРВ о прекращении войны во Вьетнаме.
  - В ночь на 11 мая в Париже прошли ожесточённые столкновения между студентами и полицией[21].
- 12 мая — вьетконговцами сбит самолёт C-130B ВВС США, 155 погибших — крупнейшая авиакатастрофа в мире на тот момент.
- 13 мая:
  - В Париже начались переговоры между представителями правительств Вьетнама и США[22].
  - Во Франции прошла 24-часовая забастовка в поддержку студенческих выступлений. В стране началась волна забастовок[21].
- 15 мая — на американский город Чарльз-Сити обрушился самый сильный в истории штата Айова торнадо[англ.][23].
- 20 мая — забастовочная война во Франции переросла во всеобщую забастовку[21].
- 25 мая — во Франции начались переговоры между правительством, предпринимателями и профсоюзами о прекращении всеобщей забастовки[21].
- 27 мая — во Франции подписан Гренельский протокол, предусматривавший повышение зарплат, сокращение рабочей недели и свободу профсоюзной деятельности на предприятиях[21].
- 30 мая — сторонники президента де Голля проводят в Париже массовую демонстрацию под лозунгами голлизма и антикоммунизма; в событиях «Красного мая» происходит перелом.

### Июнь
- 5 июня — начала сворачиваться всеобщая забастовка во Франции. Прекращена к 10 июня[21].
- 6 июня
  - Борисоглебская провокация на советско-норвежской границе.
  - В Лос-Анджелесе, в отеле «Амбассадор»[англ.] убит американский политический и государственный деятель Роберт Кеннеди, младший брат президента США Джона Кеннеди.
- 18 июня:
  - Совершил первый полёт советский стратегический противолодочный самолёт Ту-142 (экипаж И. К. Ведерникова).
  - При участии португальской спецслужбы ПИДЕ в Анголе учреждается Фронт национального освобождения Конго (FNLC) во главе с Натаниэлем Мбундой — группировка бывших катангских жандармов Моиза Чомбе[24]. FNLC подключается к колониальной войне в Анголе на стороне португальских властей.
- 27 июня — в СССР приняты Основы законодательства о браке и семье. Введены в действие с 1 октября 1968 года[25]..

### Июль
- 1 июля
  - Европейское экономическое сообщество провело 20%-е снижение таможенных пошлин во взаимной торговле стран-участниц[26].
  - Инцидент с американским DC-8: самолёт авиакомпании Seaboard World Airlines, США, нарушил воздушную границу СССР над Курильскими островами. Лайнер был перехвачен советскими лётчиками в 8:20 утра и принуждён к посадке на 2,5-километровой бетонной полосе аэропорта Буревестник на о. Итуруп в 8:39 утра. Самолёт и члены экипажа находились на территории СССР двое суток, после чего были отпущены.
- 13 июля — Начало эпидемии гонконгского гриппа[27][28]
- 17 июля:
  - В Ираке в результате переворота (в 1968—2003 годах именовавшегося Июльской революцией), осуществлённого силами 10-й танковой бригады и ВВС, руководимых сторонниками партии Баас и «Движением арабских революционеров», к власти пришла партия Баас. Президент Абдель Рахман Ареф выслан в Лондон, Совет революционного командования назначил новым президентом генерала Ахмеда Хасана аль-Бакра. Премьер-министром назначен полковник Абд ар-Раззак ан-Наиф[29].
  - Президентом Дагомеи стал Эмиль Зинсу.
- 22 июля
  - Президент Республики Конго Альфонс Массамба-Деба заявил о своём намерении уйти в отставку, если до 27 июля появятся другие претенденты на власть[30].
  - Катастрофа Ми-8 в районе Нарьян-Мара.
- 23 июля — впервые в истории террористами захвачен гражданский самолёт с заложниками[31]. Боевики Народного фронта освобождения Палестины совершили первый (и единственный) успешный угон самолёта израильской авиакомпании «Эль-Аль».
- 28 июля
  - В Софии, столице Болгарии, открылся IX Всемирный фестиваль молодёжи и студентов.
  - По приказу президента Республики Конго Альфонса Массамба-Деба в ночь на 29 июля арестована группа левых офицеров во главе с капитаном Марианом Нгуаби[30].
- 29 июля — Катастрофа Let L-200 под Волгоградом.
- 30 июля — в Ираке вся полнота власти перешла партии Баас, президент Ахмед Хасан аль-Бакр возглавил правительство[29]. Аль-Бакр заявил по радио о смещении министра обороны генерал-лейтенанта ад-Дауда и высылке из страны снятого с поста премьер-министра полковника ан-Найефа[32].
- 31 июля — в Браззавиле (Конго) отряд десантников освободил из тюрьмы арестованного капитана Мариана Нгуаби. Начало «Движения 31 июля 1968 года»[33].

### Август
- 3 августа — президент Республики Конго Альфонс Массамба-Деба покинул столицу, фактически отдав власть военным во главе с капитаном Марианом Нгуаби[33].
- 5 августа:
  - В Конго сформировано новое правительство во главе с президентом Альфонсом Массамба-Деба. Одновременно создан высший партийно-государственный орган — Национальный совет революции во главе с капитаном Марианом Нгуаби[34].
  - После длительного перерыва и капитальной реконструкции вновь открыт судоходный Сайменский канал между Финляндией и СССР.
- 21 августа — Ввод войск стран Варшавского договора в Чехословакию, положивший конец реформам Пражской весны. В тот же день представители группы стран (США, Великобритания, Франция, Канада, Дания и Парагвай) выступили в Совете Безопасности ООН с требованием вынести «чехословацкий вопрос» на заседание Генеральной Ассамблеи ООН. Представители Венгрии и СССР проголосовали против. Затем и представитель ЧССР потребовал снять этот вопрос с рассмотрения ООН. С осуждением военного вмешательства пяти государств выступили правительства четырёх социалистических стран — Югославии, Румынии, Албании, КНР, а также ряд коммунистических партий стран Запада.
- 25 августа — Демонстрация советских диссидентов на Красной площади (Москва, СССР) против ввода войск в Чехословакию.

### Сентябрь
- 1 сентября — на пост президента Эквадора вступил Хосе Мария Веласко Ибарра[35].
- 6 сентября — африканское Королевство Свазиленд получило независимость в рамках Британского содружества[36].
- 11 сентября
  - Советские танки покинули Прагу.
  - Катастрофа SE-210 под Ниццей.
- 24 сентября — Свазиленд принят в ООН[36].
- 26 сентября — в Женеве основано Европейское физическое общество[37].

### Октябрь
- 1 октября — на пост президента Панамы вступил Арнульфо Ариас[38].
- 2 октября — новый президент Панамы Арнульфо Ариас сместил командование Национальной гвардии страны. Командующий гвардией генерал Боливар Вальярино отправлен военным атташе в США, его заместитель полковник Хосе Мария Пинилья Фабрега[исп.] отправлен в отставку, исполнительный секретарь гвардии подполковник Омар Торрихос назначен военным атташе в Сальвадор[38].
- 3 октября — приход к власти в Перу в результате военного переворота левого правительства генерала Веласко Альварадо.
- 9 октября — военное правительство Перу заявило об экспроприации собственности американской нефтедобывающей компании «Интернешнл петролеум компани». День 9 октября стал отмечаться в Перу как «День национального достоинства»[39].
- 11 октября — национальная гвардия Панамы захватила власть в стране, вице-президент Рауль Аранго отверг предложение военных занять пост президента. К власти приходит временная военная хунта в составе заместителя командующего национальной гвардией полковника Хосе Мария Пинильи Фабреги и командующего гвардией полковника Боливара Уррутии[40].
- 11 октября — старт корабля «Аполлон-7» (США). Экипаж — Уолтер Ширра, Донн Айзли, Уолтер Каннингем. Приземление 22 октября.
- 25 октября — старт космического корабля «Союз-2». Беспилотный. Приземление 28 октября.
- 26 октября — старт космического корабля «Союз-3». Экипаж — Г. Т. Береговой. Приземление 30 октября.
- 27 октября — Национальное собрание Чехословацкой Социалистической Республики приняло закон о федеральном устройстве ЧССР, предусматривавший создание Чешской и Словацкой Социалистических Республик[41].

### Ноябрь
- 5 ноября — президентские выборы в США. Победу одержал кандидат от Республиканской партии Ричард Никсон. Вице-президентом избран Спиро Агню[42].
- 7 ноября — в ФРГ на съезде ХДС студентка Беата Кларсфельд дала пощёчину федеральному канцлеру Курту Георгу Кизингеру за его нацистское прошлое.
- 19 ноября — в Мали произошёл военный переворот. Президент Модибо Кейта арестован в Куликоро, к власти пришёл Военный комитет национального освобождения во главе с лейтенантом Мусой Траоре[43].
- 22 ноября — Приводнение DC-8 в Сан-Франциско.
- 28 ноября — в Мали издан декрет о временной организации государственной власти, определивший принципы государственного устройства после отмены конституции страны[43].

### Декабрь
- 2 декабря — Катастрофа Fairchild F-27 в Педро-Бэе.
- 12 декабря — Катастрофа Boeing 707 под Каракасом, 51 человек погиб.
- 13 декабря — военными властями Бразилии издан Институционный акт № 5, фактически отменивший конституцию 1967 года и передавший законодательные функции президенту республики[44].
- 18 декабря — Совет министров СССР утвердил положение о Золотой медали «За отличные успехи в учении, труде и за примерное поведение», которая с 1944 года присуждалась отличившимся выпускникам средней общеобразовательной школы[45].
- 21 декабря:
  - 23-я сессия Генеральной ассамблеи ООН включила русский язык в число рабочих языков Генеральной Ассамблеи[46].
  - Старт корабля «Аполлон-8» (США). Экипаж — Фрэнк Борман, Джеймс Ловелл, Уильям Андерс. Приземление 27 декабря.
- 24 декабря — корабль «Аполлон-8» впервые в истории вышел на лунную орбиту.
- 26 декабря
  - 2 террориста из Народного фронта освобождения Палестины расстреляли из автоматов и забросали гранатами израильский самолёт авиакомпании Эль Аль в аэропорту Афин[47].
  - Катастрофа Boeing 707 в Анкоридже.
- 28 декабря — в ходе рейда на международный аэропорт Бейрута израильский спецназ уничтожил 14 пассажирских самолётов арабских авиакомпаний.
- 31 декабря:
  - Генеральная ассамблея ООН подтвердила право народа Западной Сахары на самоопределение и предложила Испании провести там референдум[48].
  - Прекратила деятельность Единая социалистическая партия Исландии, вошедшая в состав партии Народный союз, созданной на базе левого избирательного блока[49].
  - Первый испытательный полёт сверхзвукового пассажирского авиалайнера Ту-144.

### Без точных дат
- Открыты радиопульсары.

## Персоны года
Человек года по версии журнала Time — астронавты «Аполлона-8» (Фрэнк Борман, Джеймс Ловелл и Уильям Андерс).

## Родились
См. также: Категория:Родившиеся в 1968 году

### Январь
- 1 января — Давор Шукер, хорватский футболист.
- 2 января
  - Кьюба Гудинг мл., американский актёр кино
  - Олег Дерипаска, российский предприниматель.
- 3 января — Светлана Миронюк, главный редактор РИА Новости.
- 5 января
  - Лали Меньян, французская актриса, модель и телевизионная ведущая, («Элен и ребята»).
  - Кэрри Энн Инаба, американская танцовщица, хореограф и актриса.
- 9 января — Джой Лорен Адамс, американская актриса, режиссёр и сценарист.
- 12 января
  - Рэйчел Харрис, американская актриса и комедиантка.
  - Фарра Форк, американская актриса.
  - Хизер Миллс, английская бизнесвумен, модель, благотворительница, бывшая жена музыканта Пола Маккартни.
- 13 января
  - Хайко Мюллер, немецкий художник.
  - Трейси Бингэм, американская актриса и фотомодель.
- 17 января
  - Матильда Сенье, французская актриса.
  - Светлана Мастеркова, советская и российская легкоатлетка, бегун на средние дистанции, двукратная олимпийская чемпионка и чемпионка мира.
- 19 января — Галина Важнова, вратарь женской сборной России по футболу, игрок клуба «Россиянка».
- 20 января — Дарья Юргенс, российская актриса театра и кино, заслуженная артистка России (2005).
- 21 января — Шарлотта Росс, американская актриса.
- 22 января — Ракель Кэссиди, английская актриса.
- 24 января — Мэри Лу Реттон, американская гимнастка.
- 25 января — Каролина Феррас, бразильская актриса, фотомодель.
- 26 января — Лариса Маслова, российская театральная актриса, заслуженная артистка России.
- 28 января
  - Вивиана Сакконе, аргентинская актриса.
  - Ольга Кабо, советская и российская актриса.
  - Сара Маклахлан, канадская певица.
- 30 января
  - Филипп VI, король Испании.
  - Светлана Мазий, украинская гребчиха, призёр Олимпийских игр в 1992 и 1996 годах, участница Олимпийских игр 2000 и 2004 годов в составе сборной Украины.

### Февраль
- 1 февраля — Лиза Пресли, американская певица, дочь певца Элвиса Пресли (ум. 2023).
- 6 февраля — Лада Марис, актриса театра и кино.
- 8 февраля — Эйприл Стюарт, американская актриса озвучивания.
- 12 февраля — Джош Джеймс Бролин, актёр кино и театра.
- 13 февраля — Келли Ху, американская актриса и модель.
- 17 февраля — Лилия Виноградова, советский и российский поэт.
- 18 февраля — Молли Рингуолд, американская актриса, певица и танцовщица.
- 20 февраля — Лора Гибер, французская актриса, декоратор.
- 21 февраля — Джен Джонстон, британская певица.
- 22 февраля — Джери Райан, американская киноактриса.
- 25 февраля
  - Сандрин Киберлен, французская актриса и певица. Дважды лауреат (в 1996 и 2015 годах) и неоднократная номинантка кинопремии «Сезар».
  - Эвридики, греческая и кипрская поп-певица.

### Март
- 2 марта — Дэниел Крейг, английский актёр, исполнитель роли Джеймса Бонда.
- 4 марта — Пэтси Кенсит, британская актриса и певица.
- 5 марта — Тереза Вильерс, британский политик, входила в первый и второй кабинеты Дэвида Кэмерона (2012—2016).
- 6 марта — Мойра Келли, американская актриса и телевизионный режиссёр.
- 11 марта — Лиза Лоб, американская певица, гитаристка и актриса.
- 12 марта — Аарон Экхарт, американский актёр.
- 13 марта — Варвара Владимирова, советская и российская актриса театра и кино.
- 14 марта 
  - Миган Фоллоуз, канадская актриса.
  - Присцила Гарита, американская актриса мыльных опер.
- 15 марта — Сабрина Салерно, итальянская фотомодель, актриса, телеведущая и певица.
- 18 марта — Татьяна Лысова, российская журналистка, главный редактор газеты «Ведомости», лауреат 8-й премии «Медиаменеджер России — 2008» (номинация «Печатные СМИ. Газеты»).
- 20 марта — Екатерина Стриженова, российская актриса театра и кино, телеведущая.
- 21 марта — Валери Паскаль, известная французская актриса и телеведущая.
- 22 марта
  - Ойстейн Орсет (Евронимус), норвежский рок-музыкант, гитарист, композитор и идеолог норвежской блэк-метал-группы Mayhem (ум. в 1993 году).
  - Мария Лондон, российский журналист, телеведущая.
- 24 марта — Елена Ланская, российская актриса, телеведущая.
- 27 марта
  - Алика Смехова, российская актриса, эстрадная певица, телеведущая. Заслуженная артистка России (2008).
  - Сандра Хесс, швейцарская актриса и фотомодель.
- 29 марта
  - Люси Лоулесс, новозеландская актриса, продюсер, певица и фотомодель, получившая известность благодаря роли Зены — королевы воинов.
  - Владимир Пресняков, советский и российский эстрадный певец, музыкант-клавишник, композитор и аранжировщик, танцор и актёр.
- 30 марта
  - Селин Дион, канадская певица.
  - Донна Д’Эррико, американская актриса, сценарист, продюсер и фотомодель.

### Апрель
- 3 апреля — Себастьян Бах, вокалист группы Skid Row.
- 5 апреля — Пола Коул, американская певица и автор песен.
- 6 апреля — Виктория Давыдова, главный редактор российского журнала Vogue, редактор-консультант журнала Glamour.
- 8 апреля
  - Патрисия Аркетт, американская актриса, режиссёр.
  - Татьяна Проценко, советская актриса.
- 11 апреля — Сергей Лукьяненко, русский писатель-фантаст.
- 12 апреля
  - Трейси Вилар, американская актриса.
  - Алисия Коппола, американская актриса.
- 13 апреля — Жанна Балибар, французская актриса и певица.
- 15 апреля — Глеб Пьяных, российский журналист, телеведущий, режиссёр, сценарист и продюсер.
- 16 апреля — Алиша, американская поп-певица и композитор.
- 17 апреля — Валерия, российская певица.
- 18 апреля — Ольга Ромасько, российская биатлонистка, трёхкратная чемпионка мира, серебряный призёр Олимпийских игр, заслуженный мастер спорта России (1996).
- 19 апреля — Эшли Джадд, американская актриса, гуманитарный и политический деятель, дизайнер, модель и филантроп.
- 20 апреля — Джоанн Ванникола, канадская актриса телевидения, озвучивания и кино.
- 21 апреля — Татьяна Устинова, российская писательница-прозаик, автор детективных романов, сценаристка, переводчица и телеведущая.
- 24 апреля
  - Эйдан Гиллен, ирландский актёр телевидения, театра и кино.
  - Стэйси Хайдук, американская телевизионная актриса.
- 29 апреля — Кэрни Уилсон, американская певица.

### Май
- 2 мая — Галина Данилова, российская актриса театра и кино.
- 3 мая — Дебора Каприольо, итальянская актриса.
- 4 мая — Мария Ватутина, русская поэтесса, член Союза писателей Москвы.
- 5 мая — Юрий Калитвинцев, советский и украинский футболист и тренер.
- 6 мая
  - Андрей Шкаликов, российский боксёр-профессионал.
  - Максим Фадеев, российский музыкальный продюсер, композитор, режиссёр, автор-исполнитель, аранжировщик.
- 7 мая — Трейси Лордз, американская модель, актриса, певица, писатель и деятель киноиндустрии.
- 8 мая — Джулианн Моррис, американская актриса.
- 12 мая — Кэтрин Тейт, британская комедийная актриса.
- 15 мая — Софи Рэйуорт, английская журналистка и телеведущая.
- 18 мая — Синтия Престон, канадская актриса.
- 22 мая — Игорь Ледяхов, российский футболист и тренер.
- 23 мая — Сергей Соседов, российский журналист и музыкальный критик.
- 28 мая — Кайли Миноуг, австралийская певица, актриса.
- 30 мая
  - Ольга Казакова, российский политик и государственный деятель.
  - Рене Гриффин, американская актриса.

### Июнь
- 1 июня — Анна Чернакова, российская актриса, кинорежиссёр, сценарист, продюсер, художник и монтажёр.
- 4 июня — Ирина Веригина, украинский общественный и государственный деятель, политик.
- 6 июня — Принс, Эрик, американский предприниматель, основатель ЧВК Academi.
- 7 июня — Сара Пэриш, британская актриса.
- 9 июня — Руся, советская, украинская российская и американская певица.
- 10 июня
  - Елена Бондаренко, депутат Государственной Думы Российской Федерации 7-го созыва от Ставропольского края (с 2016 года).
  - Оксана Робски, российская писательница и сценарист.
- 14 июня
  - Ясмин Блит, американская актриса и фотомодель.
  - Владимир Якушев, российский государственный и политический деятель, губернатор Тюменской области (2005—2018), министр строительства и жилищно-коммунального хозяйства Российской Федерации (2018—2020), полномочный представитель Президента Российской Федерации в Уральском федеральном округе (с 2020).
- 16 июня — Джеймс Патрик Стюарт, англо-американский актёр театра, кино и телевидения.
- 17 июня — Максим Покровский, российский музыкант, певец, поэт, композитор, актёр, продюсер, автор песен и лидер группы «Ногу свело!».
- 20 июня
  - Роберт Родригес, режиссёр, продюсер, сценарист, оператор, композитор, монтажёр
  - Саманта Спиро, английская актриса.
- 22 июня
  - Миодраг Божович, югославский футболист, черногорский тренер
  - Юлия Быстрицкая, российская журналистка, телеведущая, медиаменеджер, генеральный директор телеканала «ТВ Центр» с октября 2012 года.
- 24 июня — Борис Гельфанд, советский, белорусский и израильский гроссмейстер.
- 25 июня — Доринел Мунтяну, румынский футболист, рекордсмен сборной Румынии по количеству проведённых матчей.
- 29 июня — Джудит Хоаг, американская актриса.
- 30 июня — Светлана Хаустова, мастер спорта России международного класса (1996, спортивное ориентирование на лыжах), трёхкратный призёр чемпионата мира.

### Июль
- 1 июля — Леонид Новицкий, российский бизнесмен.
- 4 июля — Ронни Анкона, британская актриса, комедиантка, сценаристка и кинопродюсер.
- 7 июля
  - Эми Карлсон, американская телевизионная актриса.
  - Джорджа Фокс, американская актриса.
- 10 июля — Сьюзан Хэскелл, американская актриса.
- 15 июля
  - Хельга Филиппова, актриса театра и кино, ведущая актриса театра «Небольшой драматический театр».
  - Арзу Уршан, азербайджанский режиссёр
- 16 июля
  - Леонид Агутин, советский и российский певец, музыкант, автор песен, аранжировщик, режиссёр, композитор, поэт-песенник и гитарист.
  - Ларри Сэнгер, доктор философии, один из основателей «Википедии».
- 17 июля
  - Бет Литтлфорд, американская актриса и комедиантка.
  - Битти Шрэм, американская актриса.
  - Александра Уилсон, американская актриса.
- 18 июля — Ольга Прохватыло, российская актриса театра и кино.
- 20 июля — Карлус Салданья, американский режиссёр и мультипликатор (серия «Ледниковый период»).
- 23 июля — Стефани Сеймур, американская супермодель и актриса.
- 24 июля
  - Лора Лейтон, американская актриса.
  - Кристин Ченовет, американская актриса, певица, автор песен и писательница, известная по выступлениям в музыкальном театре, кино и телевидении.
- 26 июля
  - Оливия Уильямс, английская киноактриса.
  - Фредерик Дифенталь, французский киноактёр.
  - Наталья Быстрова, российская спортсменка, четырёхкратная абсолютная чемпионка мира, трёхкратная Мисс Вселенная по фитнесу (NAC International).
- 27 июля 
  - Мария Грация Кучинотта, итальянская актриса, продюсер и модель.
  - Джулиан Макмэхон, австралийский актёр («Фантастическая четвёрка»).

### Август
- 2 августа
  - Татьяна Скороходова, советская и российская актриса.
  - Мелани Хатселл, американская актриса и комедиантка.
- 5 августа 
  - Марин Ле Пен, французский политик, глава партии "Национальное объединение
  - Юлианна Шахова, российская телеведущая, журналист, певица, композитор и педагог.
- 9 августа
  - Эрик Бана, австралийский киноактёр.
  - Джиллиан Андерсон, американская телеактриса.
  - Макджи, американский кинорежиссёр, кинопродюсер и музыкальный продюсер.
- 11 августа
  - Анна Ганн, американская телеактриса.
  - Софи Оконедо, британская актриса, номинант на премию «Оскар» (2005), лауреат «Тони» (2014).
- 13 августа — Андрей Федорцов, заслуженный артист Российской Федерации.
- 14 августа
  - Кэтрин Белл, американская телевизионная актриса и продюсер.
  - Дженнифер Флавин, американская актриса, фотомодель и бизнесвумен.
- 15 августа
  - Ян Цапник, российский актёр театра и кино.
  - Дебра Мессинг, американская актриса
- 17 августа
  - Хелен Маккрори, британская актриса театра и кино (ум. в 2021).
  - Орла Кэссиди, американская актриса.
- 21 августа — Барбара Энн Мур, американская фотомодель, актриса и танцовщица.
- 22 августа — Анне Нурми, вокалистка, клавишница и автор песен финской рок-группы Lacrimosa.
- 28 августа — Билли Бойд, шотландский актёр и музыкант.
- 31 августа — Маргарита Бычкова, российская актриса театра и кино, заслуженная артистка РФ (2008).

### Сентябрь
- 2 сентября
  - Синтия Уотрос, американская телевизионная актриса.
  - Кристен Клоук, американская актриса.
  - Камиль Грэммер, американская персона телевидения.
  - Инна Сухарева, актриса театра и кино, детский аниматор.
- 3 сентября — Сергей Греков, российский государственный деятель, Глава администрации городского округа город Уфа Республики Башкортостан с 15 января 2021 года.
- 4 сентября — Инна Пиварс, российская актриса театра и кино, певица, солистка рок-группы «Inna Pivars & The Tsoys».
- 9 сентября — Джулия Савалия, английская актриса.
- 10 сентября — Антонио Харди, американский рэпер, который начал свою карьеру в 1986 году как член рэп-группы Juice Crew[англ.].
  - Александр «Чача» Иванов, русский рок-музыкант, поэт, лидер группы «НАИВ».
  - Сергей Петренко, советский и российский хоккеист, олимпийский чемпион 1992 года.
  - Гай Ричи, английский кинорежиссёр.
- 11 сентября — Славен Билич, югославский и хорватский футболист, игрок сборной Хорватии, тренер.
- 13 сентября — Эмма Виклунд, шведская фотомодель и актриса («Такси»).
- 17 сентября 
  - Anastacia, американская поп-певица и автор песен, альбомы и песни которой многократно получали платиновый статус.
  - Ивон Юн, гонконгская актриса.
- 21 сентября — Рики Лейк, американская актриса и телеведущая
- 24 сентября — Зарина Диноршоева, востоковед-философ, доктор философских наук (2005), доцент (2005).
- 25 сентября — Уилл Смит, американский актёр, режиссёр, продюсер, рэпер и хип-хоп исполнитель.
- 26 сентября — Триша О’Келли, американская актриса, сценарист и кинопродюсер.
- 27 сентября — Николь Тейлор Харт, американская актриса.
- 28 сентября — Роман Трахтенберг (Горбунов), российский шоумен, телеведущий, радиоведущий, актёр, литератор, режиссёр, кандидат наук по культурологии (ум. в 2009).
  - Кэрри Отис, американская фотомодель, актриса («Дикая орхидея»).
  - Наоми Уоттс, англо-австралийская актриса и продюсер.
  - Мика Хаккинен, финский автогонщик, двукратный чемпион «Формулы-1».

### Октябрь
- 3 октября — Роман Жилкин, российский актёр театра и кино.
- 4 октября — Нана Кикнадзе, актриса, модель, телеведущая, журналист, режиссёр, сценарист, продюсер.
- 7 октября — Том Йорк, английский рок-музыкант, вокалист и гитарист группы Radiohead.
- 8 октября
  - Эмили Проктер, американская актриса.
  - Гульшад Омарова, казахстанская актриса, сценарист и режиссёр.
- 9 октября — Анна Якунина, советская и российская актриса театра и кино, заслуженная артистка России.
- 10 октября — Филипп Янковский, советский и российский актёр и кинорежиссёр.
- 11 октября — Джейн Краковски, американская актриса и певица.
  - Джейсон Макхью, американский киноактёр и продюсер.
- 12 октября — Хью Джекман, австралийский актёр театра, кино, телевидения и озвучивания, ведущий, продюсер.
- 13 октября — Тиша Кэмпбелл, американская актриса и певица.
- 14 октября — Наталья Филиппова, российская актриса.
- 15 октября
  - Дидье Дешам, французский футболист и тренер.
  - Юрки Линнанкиви, фронтмен финской рок-группы The 69 Eyes.
  - Юэ Лин, тайваньская актриса.
  - Ванесса Марсел, американская актриса.
- 16 октября — Илья Лагутенко, российский рок-музыкант, лидер группы «Мумий Тролль».
- 19 октября — Хелена Фернандес, бразильская актриса.
- 21 октября — Мелора Уолтерс, американская актриса.
- 27 октября — Катарина Сури, финская актриса, писательница, журналистка и фотомодель.
- 28 октября — Фёдор Двинятин, член Клуба знатоков «Что? Где? Когда?» с 1989 года, обладатель четырёх «Хрустальных сов».
- 29 октября — Цунку, японский музыкальный продюсер (идол-поп-группы «Morning Musume», «Berryz Kobo», «°C-ute», «S/mileage»), композитор, поэт-песенник и певец.

### Ноябрь
- 2 ноября — Бранди Брандт[англ.], американская модель и актриса, которая была Playmate of Playmate of the Month в октябре 1987 года.
- 3 ноября — Сергей Дружко, российский актёр, телеведущий, певец, музыкант, режиссёр телевидения.
- 5 ноября — Айтана Санчес-Хихон, итало-испанская актриса.
- 6 ноября — Келли Разерфорд, американская актриса.
- 8 ноября — Паркер Поузи, американская киноактриса.
- 14 ноября
  - Светлана Сурганова, музыкант, певица, одна из основательниц группы «Ночные снайперы», лидер группы «Сурганова и оркестр»
  - Антон Мухарский, украинский актёр театра и кино, телеведущий, певец.
- 15 ноября
  - Рассел Тайрон Джонс, американский рэпер, участник и один из основателей группы Wu-Tang Clan.
  - Луция Зедничкова, чешская актриса театра, кино и телевидения.
- 18 ноября — Оуэн Уилсон, американский киноактёр.
- 24 ноября — Сергей Майоров, российский телеведущий, актёр, журналист, радиоведущий.
- 25 ноября
  - Эрнест Мацкявичюс, российский тележурналист и телеведущий.
  - Джилл Хеннесси, канадская актриса.

### Декабрь
- 2 декабря
  - Дженнифер Брэнсфорд, американская актриса.
  - Рена Софер, американская актриса.
  - Люси Лиу, актриса
- 3 декабря — Брендан Фрэйзер, американо-канадский актёр.
- 5 декабря — Лиза Мэри, модель и актриса.
- 14 декабря — Ноэль Бек, американская телевизионная актриса.
- 15 декабря — Светлана Владимирская, российская певица.
- 16 декабря — Дмитрий Шеляев, российский актёр театра и кино.
- 17 декабря — Светлана Бондарчук, российская модель, телеведущая, главный редактор журнала «Hello!», владелица PR-агентства.
- 18 декабря
  - Каспер Ван Дин, американский киноактёр.
  - Рэйчел Гриффитс, австралийская актриса
  - Нина Вэйдья, английская актриса, сценарист и кинопродюсер.
- 22 декабря
  - Олег Погудин, российский певец, исполнитель романсов.
  - Лорэли Белл, американская актриса мыльных опер.
  - Дина Мейер, американская киноактриса.
- 23 декабря 
  - Инга Стрелкова-Оболдина, заслуженная артистка Российской Федерации
  - Анджела Джонс, американская актриса кино и телевидения.
- 25 декабря — Хелена Кристенсен, датская супермодель и фотограф.
- 26 декабря — Триша Ли Фишер, американская актриса и певица.
- 28 декабря 
  - Светлана Капанина, российский пилот, семикратная абсолютная чемпионка мира среди женщин по высшему пилотажу.
  - Акихико Хосидэ, японский космонавт.

## Скончались
См. также: Категория:Умершие в 1968 году

### Февраль
- 21 февраля — Шалва Апхаидзе, грузинский советский писатель, поэт, критик и переводчик (род. в 1894).

### Март
- 27 марта — Юрий Гагарин, первый космонавт. Погиб в авиационной катастрофе.

### Апрель
- 1 апреля — Лев Давидович Ландау, советский физик, академик АН СССР, лауреат Нобелевской премии по физике (1962).
- 4 апреля — Мартин Лютер Кинг, афроамериканский баптистский проповедник, лидер американского движения за права человека. Убит в Мемфисе.

### Июнь
- 4 июня — Александр Кожев, русско-французский философ-неогегельянец.
- 11 июня — Луи Дельфино, французский генерал, генеральный инспектор ВВС Франции, командир авиационного полка «Нормандия-Неман» (род. 1912).
- 6 июня — Роберт Кеннеди, брат Джона Кеннеди, американский политик. Скончался от ран после покушения 5 июня в Лос-Анджелесе.
- 17 июня — Алексей Кручёных, поэт-футурист.

### Август
- 3 августа — Константин Константинович Рокоссовский, советский военачальник, Маршал Советского Союза, Маршал Польши, Дважды Герой Советского Союза.

### Сентябрь
- 19 сентября — Честер Карлсон, американский изобретатель ксерографии (род. в 1906).

### Октябрь
- 12 октября — Николай Рутковский, советский живописец, театральный художник и педагог (род. в 1892).
- 22 октября — Леопольд Буасье[нем.] (род. 1893), президент Международного Комитета Красного Креста (1955—1964).

### Ноябрь
- 28 ноября — Энид Блайтон, английская детская писательница (род. в 1897).

### Декабрь
- 30 декабря — Трюгве Хальвдан Ли, норвежский политический деятель, 1-й избранный Генеральный секретарь ООН в 1946—1952 годах (род. 1896).

## Нобелевские премии
- Физика — Луис Уолтер Альварес: «За исключительный вклад в физику элементарных частиц, в частности за открытие большого числа резонансов, что стало возможным благодаря разработанной им технике с использованием водородной пузырьковой камеры и оригинальному анализу данных».
- Химия — Ларс Онсагер: «За открытие соотношений взаимности в необратимых процессах, названных его именем, которые имеют принципиально важное значение для термодинамики необратимых процессов».
- Медицина и физиология — Роберт Уильям Холли, Хар Корана и Маршалл Ниренберг: «За расшифровку генетического кода и его роли в синтезе белков».
- Литература — Ясунари Кавабата: «За писательское мастерство, которое передаёт сущность японского сознания».
- Премия мира — Рене Кассен: «В ознаменование 20-й годовщины принятия Декларации прав человека».

## Продолжались
- Холодная война (1946—1991)
- Вьетнамская война (1957—1975)
- Война за независимость в Намибии (1966—1978)
- Гражданская война в Северном Йемене (1962—1970)
- Война в Родезии (1964—1979)
- Культурная революция в Китае (1966—1969)